# Tanjong Pelumpong

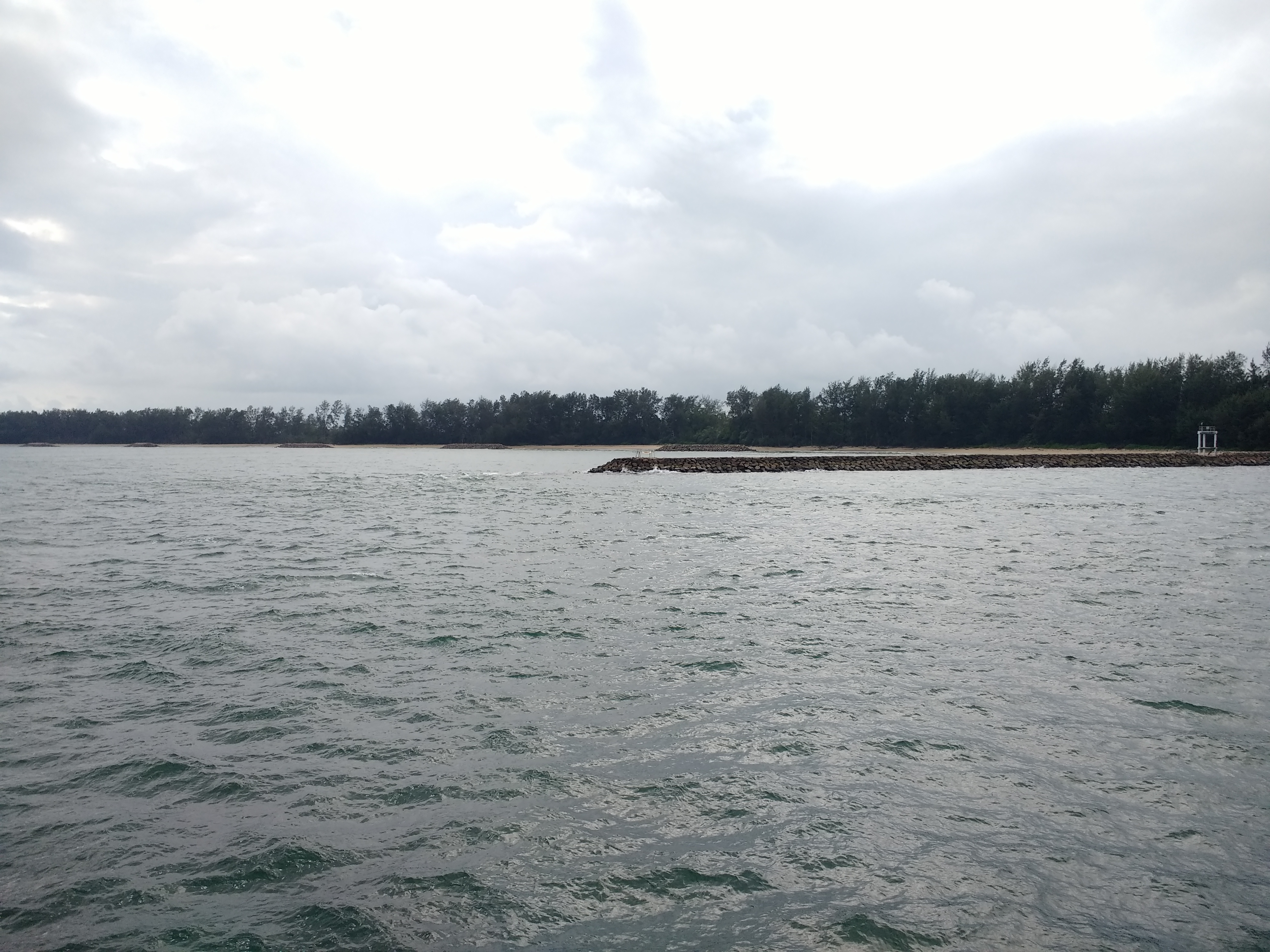
Tanjong Pelumpong

Tanjong Pelumpong es el punto más oriental en el distrito de Brunéi y Muara de Brunéi. A pesar de su pasado, ahora es una isla debido a la construcción artificial del corte Muara que tiene 50 metros de ancho, y 10 m de profundidad, este separa el territorio desde el continente para facilitar el acceso a Puerto Muara.

## Historia
El Corte Muara se inició en la década de 1960 para facilitar el acceso al Puerto Muara. Esto se hizo mediante la excavación y dragado de un canal de 10 metros en el punto más estrecho de Tanjong Pelumpong que convirtió en lugar de una lengua de arena a una isla.

## Geografía
Tanjong Pelumpong está situada entre la Bahía de Brunéi en el sur y el Mar de China Meridional en el norte. Administrativamente, forma parte de Mukim Serasa del distrito de Brunéi-Muara en Brunéi,  está separada de la parte continental hacia el oeste por canal, este está protegido a cada lado por espigones que se extienden hasta el mar hacia el noreste.
La costa norte de Tanjong Pelumpong consiste en una playa de arena blanca similar a la cercana playa Muara. Esto se debe a que era una continuación de esta hasta la construcción del Corte Muara que la dividió en dos. Sin embargo, hay una serie de estructuras de protección de las playas construidas aquí para evitar la erosión del suelo. La isla está cubierta de bosques de pinos.
La isla se encuentra habitada y sólo es accesible por barco.